# 雷德島
60°41′S 45°30′W / 60.683°S 45.500°W
雷德島（英語：Reid Island），是南極洲的島嶼，位於南奧克尼群島的科羅內申島南岸，處於冰山灣入口處東部，由挪威捕鯨者繪入地圖，現時由南極條約體系管理。